# James Joyce Tower and Museum
James Joyce Tower and Museum är ett före detta försvarstorn i Sandycove, Dublin som inrymmer ett museum med utställningar av föremål som anknyter till James Joyce och hans roman Ulysses. Det inledande kapitlet i romanen utspelar sig i tornet och många Joyceentusiaster vallfärdar dit under Bloomsday.